# Andriej von Budberg
Andriej von Budberg (ros. Андрей фон Будберг), (ur. 1820 – zm. 1881 w Sankt-Petersburgu) – rosyjski dyplomata.
W 1844 został sekretarzem poselstwa rosyjskiego we Frankfurcie nad Menem, w 1849 Chargé d’affaires, od 1852 poseł rosyjski w Berlinie, od 1856 w Wiedniu, od 1858 ponownie w Berlinie, od 1861 do 1868 poseł w Paryżu. Mianowany później tajnym radcą, członkiem Rady Państwa. 
W porozumieniu z Budbergiem francuska policja polityczna aresztowała w 1862 powracających z Londynu emisariuszy Komitetu Centralnego Narodowego. Francuzi przekazali Budbergowi dokładny wykaz obiętych siecią konspiracji pułków nad Wisłą oraz opis dróg przerzutów broni zza granicy.